# Discoplax
Genre
Discoplax est un genre de crabes de la famille des Gecarcinidae.

## Distribution
Les espèces de ce genre ce rencontrent dans l'océan Indien et l'ouest de l'océan Pacifique

## Liste des espèces
Selon World Register of Marine Species (12 avr. 2012) :
- Discoplax gracilipes Ng & Guinot, 2001
- Discoplax hirtipes (Dana, 1851)
- Discoplax longipes A.Milne-Edwards, 1867
- Discoplax rotunda (Quoy & Gaimard, 1824)

et l'espèce décrite depuis
- Discoplax celeste Ng & Davie, 2012

## Publication originale
- A. Milne-Edwards, 1867 : Description de quelques espèces nouvelles de Crustacés Brachyoures. Annales de la Société Entomologique de France, vol. 4, n. 7, p. 263–288.